# North Woodbury
North Woodbury è una township degli Stati Uniti d'America, nella contea di Blair nello Stato della Pennsylvania. Secondo il censimento del 2000 la popolazione è di 2.276 abitanti.

## Società

### Evoluzione demografica
La composizione etnica vede una maggioranza di quella bianca (99,38%), seguita dagli afroamericani (0,18%) dati del 2000.
| township di North Woodbury Popolazione |       |
| 2000                                   | 2.276 |
| Stima al 2009                          | 2.394 |